# ティム・サーステッド
ティム・サーステッド（Tim Suhrstedt, ASC, 本名：Timothy Suhrstedt、1948年8月5日 - ）は、アメリカ合衆国の撮影監督。ティム・サーステットとの表記もある。

## 人物
メリーランド州ボルチモア郡ケイトンズヴィル出身。
多くの映画・テレビドラマの撮影を担当、1995年、テレビドラマ『シカゴ・ホープ』で第47回プライムタイム・エミー賞撮影賞（シリーズ部門）を受賞した。
1996年から全米撮影監督協会（ASC）の会員。
妻は映画衣裳デザイナーのデボラ・リン・スコット。

## 主なフィルモグラフィー

### 映画
- 禁断の惑星エグザビア Forbidden World (1982)
- アンドロイド Android (1982)
- スプラッター・ナイト/血塗られた女子寮 The House on Sorority Row (1983)
- 反逆のパンク・ロック Suburbia (1983)
- ママ、泣かないで Forever and Beyond (1983)
- SF/攻防都市 City Limits (1984)
- レイティング・ゲーム The Ratings Game (1984) テレビ映画
- ティーン・ウルフ Teen Wolf (1985)
- スタンド・アローン/怒りの銃弾 Stand Alone (1985)
- プラネット・オブ・ファイヤー Space Rage (1985)
- クリッター Critters (1986)
- SLOW BURN 伝説のダイアモンド Slow Burn (1986) テレビ映画
- プレジャー・プラネット Vicious Lips (1986)
- FBI/アメリカを知りすぎた男 J. Edgar Hoover (1987) テレビ映画
- マネキン Mannequin (1987)
- リモート・コントロール/ビデオエイリアンの侵略 Remote Control (1988)
- SFモンド・ムービー/エイリマン Doin' Time on Planet Earth (1988)
- レディ・スカーフェイス Lady Mobster (1988) テレビ映画
- ミスティック・ピザ Mystic Pizza (1988)
- マドンナ★コップ Feds (1988)
- 傷だらけの青春 Split Decisions (1988)
- パーフェクト・ショット Dead Solid Perfect (1988) テレビ映画
- 女囚特捜班サマンサ She Knows Too Much (1989) テレビ映画
- ビルとテッドの大冒険 Bill & Ted's Excellent Adventure (1989)
- 新アンタッチャブル/カポネの逆襲 The Revenge of Al Capone (1989) テレビ映画
- チャイナタウン殺人事件 Man Against the Mob: The Chinatown Murders (1989) テレビ映画
- メン・アット・ワーク Men at Work (1990)
- スーパーコップ90 Rainbow Drive (1990) テレビ映画
- ドリーム・ガール/ママにはないしょの夏休み Don't Tell Mom the Babysitter's Dead (1991)
- カーテンコール/ただいま舞台は戦闘状態 Noises Off... (1992)
- 赤い殺意 Traces of Red (1992)
- ブラッド・ピットのヒミツのお願い The Favor (1994)
- ゲッティング・イーブン Getting Even with Dad (1994)
- イノセント・ライズ The Innocent (1994) テレビ映画
- 逢いたくて To Gillian on Her 37th Birthday (1996)
- ウェディング・シンガー The Wedding Singer (1998)
- メジャーリーグ3 Major League: Back to the Minors (1998)
- リストラ・マン Office Space (1999)
- ファンタジア2000 Fantasia 2000 (1999)
- 学園天国 Whatever It Takes (2000)
- サマーリーグ Summer Catch (2001)
- パンプキン Pumpkin (2002)
- タイムマイン Clockstoppers (2002)
- 保険調査員フランク25 Frank McKlusky, C.I. (2002)
- ホット・チック The Hot Chick (2002)
- リトル・ミス・サンシャイン Little Miss Sunshine (2006)
- 26世紀青年 Idiocracy (2006)
- ラストタイム 欲望が果てるとき The Last Time (2006)
- 最凶家族計画 The Brothers Solomon (2007)
- セブンティーン・アゲイン 17 Again (2009)
- ミュージック・マン/脱・負け犬人生 The Marc Pease Experience (2009)
- シンディにおまかせ Extract (2009)
- ウルトラ I LOVE YOU! All About Steve (2009)
- ウソから始まる恋と仕事の成功術 The Invention of Lying (2009)
- ムービー43 Movie 43 (2013) ※ネック・ボール（The Catch）、初潮騒動（Middleschool Date）
- あしたの家族のつくり方 As Cool as I Am (2013)
- 禁断のケミストリー Better Living Through (2014)
- マインザットバード 夢をのせて駆け抜けた馬 50 to 1 (2014)
- SEXテープ Sex Tape (2014)
- ゲットハード/Get Hard Get Hard (2015)
- ザ・ビートルズ〜EIGHT DAYS A WEEK - The Touring Years The Beatles: Eight Days a Week - The Touring Years (2016)
- ラッキー Lucky (2017)
- エル・カミーノ・クリスマス El Camino Christmas (2017)
- 恋するスピヴァク Spivak (2018)
- いつかはマイ・ベイビー Always Be My Maybe (2019)

### テレビドラマ
- ハリウッド・ナイトメア Tales from the Crypt (1990) 3話分
- 素晴らしき日々 The Wonder Years (1991) 7話分
- ピケット・フェンス ブロック捜査メモ Picket Fences (1992) 7話分
- Johnny Bago (1993) 8話分
- シカゴ・ホープ Chicago Hope (1994-1995) 22話分
- アリーmy Love Ally My Love (2001-2002) 5話分
- Mister Sterling (2003) 9話分
- グレイズ・アナトミー 恋の解剖学 Grey's Anatomy (2005) 9話分
- ミディアム 霊能者アリソン・デュボア Medium (2010-2011) 2話分
- シリコンバレー Silicon Valley (2015-2019) 45話分